# .kkrieger
.kkrieger (da Krieger, in tedesco "guerriero") è uno sparatutto in prima persona realizzato nel 2004 dal gruppo tedesco Farbrausch, appartenente alla demoscene.
La particolarità del gioco, gratuito, è la sua dimensione: infatti occupa 97 280 byte di spazio, per merito degli algoritmi procedurali utilizzati che permettono al computer di generare grafica e sonoro in tempo reale, partendo da poche decine di byte, il tutto a scapito di un tempo di caricamento piuttosto lungo e a requisiti hardware elevati, almeno per il periodo di pubblicazione: secondo i produttori, senza l'uso degli algoritmi procedurali .kkrieger avrebbe occupato circa 200-300 MB di spazio sul disco fisso. 

## Modalità di gioco
Il gioco contiene un singolo livello ed è un semplice sparatutto: il protagonista può scegliere tra diversi tipi d'arma e raccogliere nel campo di gioco munizioni, pacchetti curativi e accessori. I nemici, degli alieni, sono armati solo in alcuni casi e generalmente ritenuti facili da sconfiggere poiché si muovono lentamente.

## Sviluppo
Farbrausch ha realizzato .kkrieger dalla metà del 2002, usando il loro tool di sviluppo chiamato .werkkzeug (da Werkzeug, in tedesco "strumento"), in una versione 3 non distribuita al pubblico sino al 2014, quand'è stata pubblicata con licenza BSD.
Nell'aprile 2004 il gioco vinse la competizione dei giochi di meno di 96k a Breakpoint, convention della demoscene tedesca. Il gioco non è stato più sviluppato, rimanendo una beta perpetua.
Il gioco ha vinto due premi nel Deutscher Entwicklerpreis del 2006, per l'Innovazione e l'Avanzamento.